# 女塚神社
女塚神社（おなづかじんじゃ）は東京都大田区の神社。

## 概要
創建年代は不明である。元々は現在の蒲田駅付近に位置し、「八幡社」と呼ばれていたが、1888年（明治21年）に鉄道建設により、古墳「女塚」がある現在地に移転し、「女塚神社」に改称した。

## 女塚古墳
境内にある「女塚」は古墳で、もとは円墳であったと推測される。名称が示すように女性が葬られていると伝えられており、次の3説がある。
1. 地元の長者の娘[3]
2. 旅の途中で殺害された女性[3]
3. 新田義興の侍女の少将局

3.の少将局説が比較的世に知られている。

## 東京大空襲時の逸話
昭和19年11月以降、幾度となく東京の町は東京大空襲として空襲の被害に晒され続けており、周囲の地域が大きな被害を受けて次々と多くの犠牲者が出る中、女塚地域だけが最後まで全く被害を受けず、火災を受けた家屋は0軒、犠牲者も0人だったという記録が残っている。

## 交通アクセス
- 蒲田駅西口より徒歩6分（経路案内）。

## 兼務社
- 蒲田八幡神社（本務社）
- 薭田神社
- 椿神社（宗教法人格なし）
- 御園神社
- 北野神社